# هجوم سوكما 2017
كان هجوم سوكما كمينًا نفذه الحزب الشيوعي الهندي (الماوي) ضد القوات شبه العسكرية الهندية في 24 أبريل 2017 خلال تمرد الناكساليين الماويين. لقد كان هذا أكبر كمين منذ هجوم مماثل في عام 2010 في حي دنته وارا المجاور.
وقع الكمين بين بوركابال وشينتاجوفا في منطقة سوكما بتشاتيسغار في الهند. هاجمت مجموعة من 300 ماوي قوة من 99 من قوات الشرطة الاحتياطية المركزية. قُتل ثلاثة من الماويين و25 من أفراد الشرطة في معركة إطلاق النار التي تلت ذلك.